# Rubén Batallés
Rubén Batallés fue un militante de la izquierda revolucionaria argentina nacido el 27 de enero de 1947 y fallecido el 14 de diciembre de 2004. Fue miembro del PRT-ERP y se desempeñó como militante sindical fabril. Fue conocido también como "El Pelado" o "Cura". 

## Orígenes
Rubén Batalles nació el 27 de enero de 1947 en el barrio porteño de Villa del Parque, en el seno de una familia de clase trabajadora. La niñez la pasó entre su casa -que era un típico conventillo- y la calle, donde jugaba con sus vecinos. Villa del Parque por ese entonces era un barrio con calles de tierra, terrenos baldíos y algunas fábricas, todos los vecinos se conocían y compartían sus cosas. Rubén terminó sus estudios secundarios gracias a un gran esfuerzo de sus padres y pasando por diferentes escuelas, porque -según sus palabras- “era bastante revoltoso” y siempre lo echaban.

## Militancia
A los 17 años entró en contacto con un grupo juvenil llamado “Espartaco” que ensayaba teatro. Gracias a este grupo tomó contacto con grandes escritores, novelistas, poetas, etc. Esta experiencia le permitió entrar en contacto con jóvenes de la FJC (Federación Juvenil Comunista) , con quienes compartía charlas políticas en los cafés porteños, miraban películas y demás. A principios de 1966 comenzó sus estudios de abogacía en la Facultad de Derecho de la UBA. En este ámbito tomó contacto con el PRT a través de un compañero que le pasó un periódico de “La Verdad”. En seguida se entusiasmó e ingresó al PRT formando parte de una de sus células. Su primera participación fue como orador en la puerta de un colegio nocturno.
“Discutíamos, volanteábamos, fajamos algún carnero, aprendí a fabricar y tirar miguelitos. Salimos a la calle por la conmoción que produjo el asesinato del Che, ya con molotov”. En el año 1967 comenzaron las discusiones en torno a la lucha armada previas al cuarto congreso del PRT donde Rubén Batallés fue elegido delegado y apoyó desde un primer momento la tendencia que defendía Mario Roberto Santucho.

## El servicio militar obligatorio
No pudo concurrir al congreso partidario porque estaba realizando el servicio militar obligatorio en el regimiento de Infantería 2 de Córdoba. Batallés aprovechó bastante aquella experiencia: “El indio Rubén Bonet, de quien me había hecho muy amigo pues vivía cerca, en Nazca y Avellaneda, me había recomendado que allí me cuidara mucho de lo que hablara, que aprovechara para aprender a tirar y recoger información. Cumplí con creces. Gracias al ejército aprendí a tirar con FAL, afané la primera granada industrial con carcasa, mecanismo de detonación y trotyl, que tuvo el PRT. Modelo que más adelante usamos para fabricar otras, más caseras, artesanalmente. Por el verdugueo, le tomé más bronca que nunca a los milicos”...
Batallés impulsó una volanteada con la consigna “soldado, no tires contra tu pueblo” dirigida a los  soldados “colimbas” que eran obligados a participar de la represión del gobierno militar de Onganía.  Contó en una entrevista que en agosto de 1968 cuando le dieron de baja  en el Ejército Argentino, escribió su primer artículo en el diario “El Combatiente”.

## El atraco del Banco Provincia en Escobar
En  1968 Batallés comenzó a trabajar en la fábrica de lápices Sheaffers y se casó con "Tina". Además de la agitación política y de conocer a Mario Roberto Santucho que venía de su viaje a Cuba, dedicó los siguientes días a realizar prácticas de tiro, robar autos y realizar relevamientos de bancos. Dado que la lucha armada que llevaba a  cabo el PRT necesitaba de fondos con que financiarse, surgió el proyecto del atraco y  "expropiación"  de la sucursal del Banco Provincia de Buenos Aires de la localidad de Belén de Escobar, una acción comandada por el propio Mario  Roberto Santucho y donde además de Rubén Batallés participaron el “Indio” Bonet, Alejandro Ulla y Sidel Negrin.  La operación se realizó el 7 de enero de 1969 y fue perpetrada por el "Comando Sargento Cabral". Durante la acción se mantendría oculta la pertenencia al PRT y los fines políticos del robo al banco, para evitar alertar al gobierno.  Utilizando disfraces, sin disparar ni un tiro ni ejercer violencia física los guerrilleros lograron llevarse más de 200.000 dólares. En pesos argentinos la suma alcanzaba unos 72 millones de la época.  La retirada no estuvo bien planificada y Rubén Batallés fue detenido junto a Sidel Negrin. Según lo acordado previamente debían simular ser ladrones comunes y corrientes y negar cualquier pertenencia partidaria. La prensa publicó: "Eran cuatro hombres jóvenes y decididos, se movilizaron con gran rapidez pero sin apuro. Pusieron la energía suficiente aunque sin apelar a la violencia física, como para que ningún empleado intentara delatar su presencia" .La identificación de los detenidos como profesionales, cultos y de familias acomodadas, confirmó las sospechas de la prensa y la policía de que no se trataban de simples ladrones (Seoane,1992).

## En la cárcel
Rubén Batallés fue muy torturado con picana eléctrica durante varios días sin que pudieran sacarle ningún dato.  Comentó  posteriormente acerca de su experiencia en la cárcel: “Nos comimos más de 4 años en Olmos, Devoto, Mercedes y la Unidad 9 de La Plata. Ho Chi Minh decía que la cárcel es una escuela de revolucionarios. En efecto: mantuvimos nuestra avidez por los acontecimientos políticos que se agolpaban año tras año, semana tras semana. Yo hacía gimnasia y el flaco jugaba al fútbol. Laburábamos, él en la caldera y yo en la ropería. Estudié todos los libros que caían en mis manos. Y sobre todo, templé cada vez más mi carácter.”
En aquellos años de cárcel  Batallés vivenció la muerte de sus padres. Se realizó el Quinto Congreso del PRT en 1970 en el que Batallés fue declarado presidente honorario. Quedó libre después del "Devotazo" del 25 de mayo de 1973 en el cual se amnistiaron los presos políticos cuando asumió la presidencia Cámpora. Batallés contó la experiencia: “Llegó el "Devotazo", estábamos en La Plata. Si siempre recuperar la libertad es gratificante, de cualquier manera, fugándote, simulando ante el juez o como, sea, creo que es mayúscula en brazos del pueblo. Esa fue una de las más grandes satisfacciones personales de mi vida y mucho más un acontecimiento político de masas, uno de los más importantes de la época contemporánea”.

## Liberación y nueva caída
En esa ocasión, el 25 de mayo de 1973, Batallés jugó un rol importante en la presión en el portón de la cárcel de Villa Devoto al grito de “¡Abran carajo o lo tiramos abajo!” durante el famoso "Devotazo".  Al salir de la prisión militó en el frente obrero que el PRT tenía en la fábrica TENSA, en Munro, y luego pasó al aparato de distribución de propaganda en Buenos  Aires, una tarea riesgosa en la que se transportaban los materiales escondidos en el berretín de un camión, atravesando los controles constantes. En una ocasión, el camión fue secuestrado por la policía y la tarea se siguió realizando en un rastrojero sin berretín, hasta que otro vehículo pudiera ser acondicionado. Batallés declaró posteriormente: “No duramos más que una semana. Me apresaron en Lomas de Zamora, junto a otro compañero que se llamaba Ricardo Mónaco". Fue torturado nuevamente, llegó a estar al borde de la muerte en más de una ocasión. Otra vez la cárcel sería su destino. Pasó los siguientes seis años en prisión en la unidad 9 de La Plata, en Sierra Chica y en Rawson. Fue liberado en 1980.

## Militancia sindical posterior
Al salir de la cárcel Batallés volvió a su viejo barrio.  Continuó militando, y en ese momento de crisis política tomó la decisión de trabajar en Acindar La Tablada, donde a través de la lucha, organizando a los trabajadores, logran desplazar a la comisión interna burocratizada. Fue despedido, a pesar de que más de 2.000 trabajadores pararan en solidaridad. “En 1984, como parte de la recuperación en Gráficos, Sanidad y varios gremios, desplazamos a una Comisión Directiva de la UOM Matanza a tal punto burocratizada que la dictadura militar ni necesitó intervenirla en 1976. Llegué a trabajar en el sindicato. Pero, anidaba la traición. Antes de 6 meses, otra vez me rajaron”.
Batallés hizo periodismo, brindó testimonio de su experiencia. Estuvo ligado a la Universidad Popular de las Madres de Plaza de Mayo”.  Fue conocido como “El “Pelado” o “Cura”. También impulsó la realización del documental Gaviotas Blindadas. Contó al respecto Aldo Getino: “Gaviotas surge de esas entrevistas que estábamos haciendo con Rubén Batallés, como para hacer un libro, y me da la idea de contarlo en imágenes. Me acerca el libro “El cine quema”, que habían hecho Carlos Vallina y Fernando Martín Peña, ese libro es del 98/99. Me dijo “Esta es la historia de Raymundo y hay que hacer la historia del PRT-ERP, vamos a conseguir los testimonios de los compañeros y lo vamos a hacer”.

## Fallecimiento
Rubén Batallés falleció el 14 de diciembre de 2004 tras una intervención quirúrgica, tenía 57 años. 

## Documentales
Rubén Batallés aparece dando su testimonio en la película Gaviotas Blindadas. La historia del PRT del grupo de cine Mascaro.